# Apaneca
Apaneca é um município do departamento de Ahuachapán, de El Salvador. Sua população estimada em 2013 era de 8 350 habitantes e tem um área de 45,13 quilômetros quadrados. O município é dividido em sete cantões:
- El Saltillal
- Palo Verde
- Quezalapa
- San Ramoncito
- Taltapanca
- Tizapa
- Tulapa

## Vilas
- Santa Leticia

## Transporte
O município de Apaneca é servido pela seguinte rodovia:
- AHU-15  que liga a cidade de Guaymango ao município
- AHU-16  que liga a cidade de San Pedro Puxtla ao município
- AHU-30 - liga cantões do município
- CA-08, que liga o município de Ahuachapán (Departamento de Ahuachapán) (e a Fronteira El Salvador-Guatemala, na cidade de Conguaco - rodovia CA-08 Guatemalteca) à cidade de Colón (Departamento de San Salvador)[2]